# Machaerirhynchus
Machaerirhynchus es un género de aves paseriformes, el único en la familia Machaerirhynchidae. Sus miembros son conocidos como monarcas piquiplanos y se distribuyen en Nueva Guinea y el norte de Australia. Anteriormente se clasificaban en la familia Monarchidae.

## Especies
Se le atribuyen dos especies:
- Machaerirhynchus flaviventer Gould, 1851 – monarca piquiplano pechiamarillo;
- Machaerirhynchus nigripectus Schlegel, 1871 – monarca piquiplano pechinegro.